# 後藤達郎
後藤 達郎 （ごとう たつろう、1911年11月11日 - 2020年7月10日）は、日本の実業家。ホテルオークラ社長・会長、日本ホテル協会会長を歴任。

## 人物
愛知県渥美郡二川町（現豊橋市二川町）出身。1935年旧制東京商科大学（のちの一橋大学）卒業。同年三井物産入社。大学予科時代には、文部省による東京商科大学予科および専門部廃止案に反対し籠城闘争を決行（籠城事件）。 庭野正之助（のちに日本鉱業社長）らとともに、警察に検挙され勾留されたが、商法の本間喜一教授や民法の常盤敏太教授の尽力で釈放された
。
米国三井物産社長・会長、三井物産副社長等を経て、1977年新設ポストである、三井物産副会長に就任。
大成観光常勤顧問を経て、1981年大成観光代表取締役社長就任。野田岩次郎名誉会長、青木寅雄会長も代表権をもち、野田名誉会長の院政などともいわれたが、野田本意は院政を敷くことではなかった。海外向けのセールスを進め、1985年グアム島でのホテル事業を強化。1986年神戸進出のため、ホテルオークラ神戸を設立。
1986年に社名よりホテル名の方が知名度が高かったことから、社名を大成観光からホテルオークラに変更。ホテルオークラ社長。1987年イギリス王室御用達のデビッド・ナイチンゲール・ヒックスの設計で、創業以来初めての客室全面改装に着手。1990年住友クレジットサービス、日本信販、ディーシーカードと提携し、ホテルオークラカードの発行を開始。1990年野村グループの出資で、旧上海フランス租界にオークラガーデンホテル上海を開業。同年24時間ルームサービスを開始。
1992年創立30周年を機に、社長を退任し、代表取締役会長に就任。日本銀行出身の佐藤晃一が社長に就任。同時に、大崎磐夫が初の生え抜きの副社長に就任。
1995年会長を退任し、相談役に就任。大崎磐夫が生え抜き初の社長に就任した。
この間1987年から日本ホテル協会会長も務めた。
2020年7月10日、死去。108歳没。